# Gavazi (Ajalgori)
Gavazi (en georgiano: გავაზი) o Gavaz (en osetio: Гаваз) es un pueblo que pertenece a la parcialmente reconocida República de Osetia del Sur, parte del distrito de Leningor, aunque de iure pertenece al municipio de Ajalgori de la región de Mtsjeta-Mtianeti de Georgia.

## Geografía
Gavazi se encuentra en el margen izquierdo del río Churti, a 26 km de Ajalgori.    

## Historia
Gavazi se menciona por primera vez en el Dzegli Eristavta del siglo XIV. A principios de la Edad Moderna, Gavazi formó parte de Tsjradzmisjevia y, posteriormente, del ducado de Ksani. 
Durante la duración del conflicto georgiano-osetio hasta la victoria rusa en la guerra ruso-georgiana de 2008, con la que las de facto autoridades de Osetia del Sur establecieron el control sobre el valle de Ksani, Garubani formaba parte del territorio controlado por el gobierno de Georgia. Después de agosto de 2008, la aldea quedó bajo el control de las autoridades de la República de Osetia del Sur. Los habitantes de Gavazi se han reasentado en las aldeas del lado georgiano como Odzisi.

## Demografía
La evolución demográfica de Gavazi entre 1923 y 2015 fue la siguiente:
| 84                                                       | 103 | 54 | 22 | 16 | 21 | 2 | 0 |
| (Fuente: Population of South Ossetia since Soviet times) |     |    |    |    |    |   |   |

Según el censo soviético de 1959, la mayoría de la población local eran georgianos.

## Infraestructura

### Arquitectura, monumentos y lugares de interés
Cerca del pueblo, se conservan una torre a dos aguas de los siglos IX-X y la iglesia de Santa Bárbara.